# Sainte-Geneviève (Oise)
Sainte-Geneviève é uma comuna francesa na região administrativa de Altos da França, no departamento de Oise. Estende-se por uma área de 8,01 km². Em 2010 a comuna tinha 3 345 habitantes (densidade: 417,6 hab./km²).